# Sigmatineurum binodatum
Sigmatineurum binodatum är en tvåvingeart som först beskrevs av Octave Parent 1939.  Sigmatineurum binodatum ingår i släktet Sigmatineurum och familjen styltflugor. Inga underarter finns listade i Catalogue of Life.